# ドゴ・アルヘンティーノ
ドゴ・アルヘンティーノ（英：Dogo Argentino）とは、アルゼンチン原産の狩猟用・闘用の犬種である。別名はドゴ・アルベンティーノ、アルゼンチン・ドゴ（英：Argentin Dogo）、アルゼンティニアン・マスティフ（英：Argentinian Mastiff）。

## 歴史
本来は闘犬として作出が始まったが、作出初期の段階で嗅覚が鋭く、狩猟能力に長けていたためピューマなどの大型獣用の猟犬として使うために計画は路線変更された。1925年に作出が開始され、作出者兄弟はスペインから闘犬種であるコルドバ・ドッグの雌を10頭入手し、これの力強さをキープしたまま、獰猛性を抑えて忠実な性格を引き出すために綿密な作出計画が立てられた。はじめにこのコルドバ・ドッグにイングリッシュ・ポインターが交配されたが、これにより早くも狩猟犬としての優秀な能力を開花させたため、少しだけ作出計画が修正され、更なる異種交配が続けられた。イングリッシュ・ポインターの次は穏やかで優しくも体力のある性質を加えるためのボクサー、サイズを大きくし、脚を長くするためのグレート・デーン、勇猛果敢で痛みに強くするためのブルテリア、更に忠実さと勇敢さを強調し、胸を広くさせるためのオールド・イングリッシュ・ブルドッグ、オオカミをも仕留める、優れた狩猟能力を加えるためのアイリッシュ・ウルフハウンド、アゴを強くするためのボルドー・マスティフ、穏やかな性格を強調し、純白のコートにするためのグレート・ピレニーズ、コートを短くし、力を強くするためのスパニッシュ・マスティフを順次交配させることによってドゴ・アルヘンティーノは作出された。なお、この作出に用いられた犬種はデズモンド・モリス著書『デズモンド・モリスの犬種事典』（誠文堂新光社）で述べられている説を採用しているが、専門家によっては最初にコルドバ・ドッグに交配された犬種はイングリッシュ・ポインターではなくスパニッシュ・ポインターであるとされていたり、最後に交配された犬種はスパニッシュ・マスティフではなくイングリッシュ・マスティフであるととなえる異説も存在する。しかし、それ以外の使用された犬種についてはほとんど異説が無い。
このように多くの犬種を交配させ、1947年に完成したドゴ・アルヘンティーノはピューマやイノシシの狩りに使われたのだが、一部では違法な闘犬として使われてしまったため、イギリスなどでは凶暴な犬種というレッテルを貼られてしまい、無許可での飼育、販売、輸入が規制されてしまう事態にもあってしまった。
しかし、原産国や珍犬種を好む国からは人気があり、ショードッグやペットとして飼育されている。日本でも不思議な魅力に惹かれて飼育する人もいて、数年に一度国内登録がある。近年は2004年度に登録があって以降4年間登録が無かったが、2009年度に5年ぶりの登録があり、その国内登録頭数順位は136位中120位であった。
現在、市のラ・コチャ "「ノリズ・マルティネスの家族は犬小屋名で品種の水準を維持し続けて」
Criadero La Cocha

## 特徴

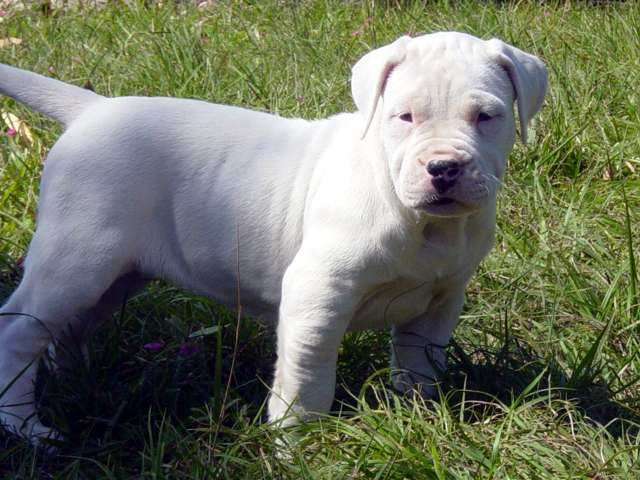
仔犬

非常に短いホワイトのスムースコートで、その下から所々ピンクの肌が透けて見える不思議な特徴がこの犬種の一番の魅力である。目は小さく、瞳の色はブラウンもしくはブルー。筋骨隆々の体つきで力が強く、嗅覚も非常に優れる。垂れ耳は断耳して立たせるが、尾は断尾しない。尾は飾り下のない垂れ尾。体高61 - 69cm、体重36 - 45kgの大型犬で、性格はプライドが高く攻撃的であるが、訓練を積めば忠実で友好的な面を伸ばすことも可能である。しかしながら初心者には飼育できない犬種で、しっかりとした管理がなければ飼育することが出来ない。散歩の際には口輪をはめ、太いリードと胴輪をつなぐ必要がある。また、単にペットとして飼育したいのであれば、去勢・避妊手術を行うことにより性格を和らげることが出来る。なお、イギリスなど危険な犬種の飼育を規制している国では首の皮下にマイクロチップを埋め込み、登録を行うことが義務付けられている。

## 参考
- 『犬のカタログ2004』（学研）中島眞理 監督・写真
- 『日本と世界の愛犬図鑑2007』（辰巳出版）佐草一優監修
- 『デズモンド・モリスの犬種事典』（誠文堂新光社）デズモンド・モリス著書、福山英也、大木卓訳 誠文堂新光社、2007年
- 『日本と世界の愛犬図鑑2009』（辰巳出版）藤原尚太郎編・著